# Deutsche Angestellten-Gewerkschaft

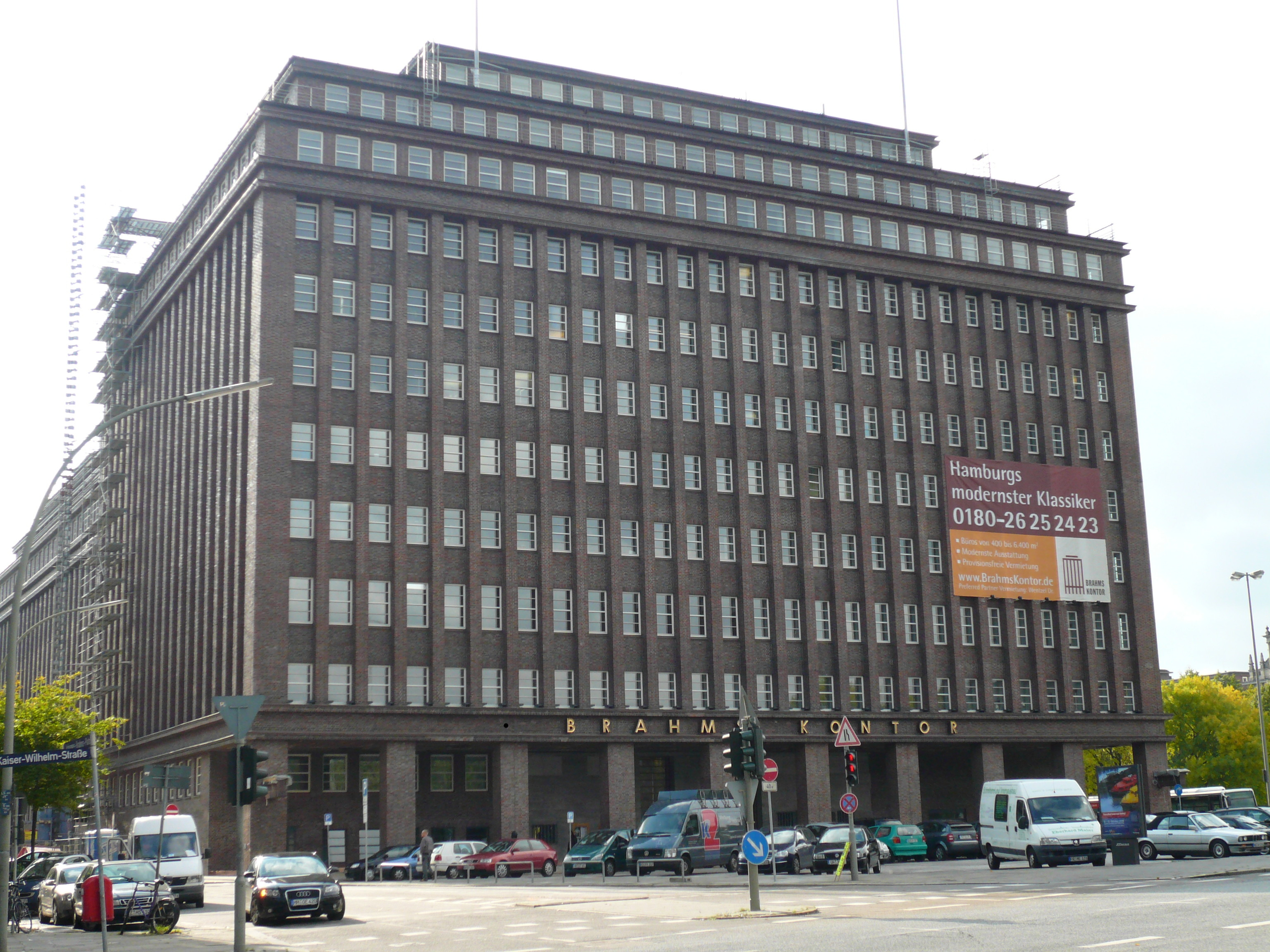
Frühere Hauptverwaltung der DAG (1965–2001), heute Brahms Kontor (2008)

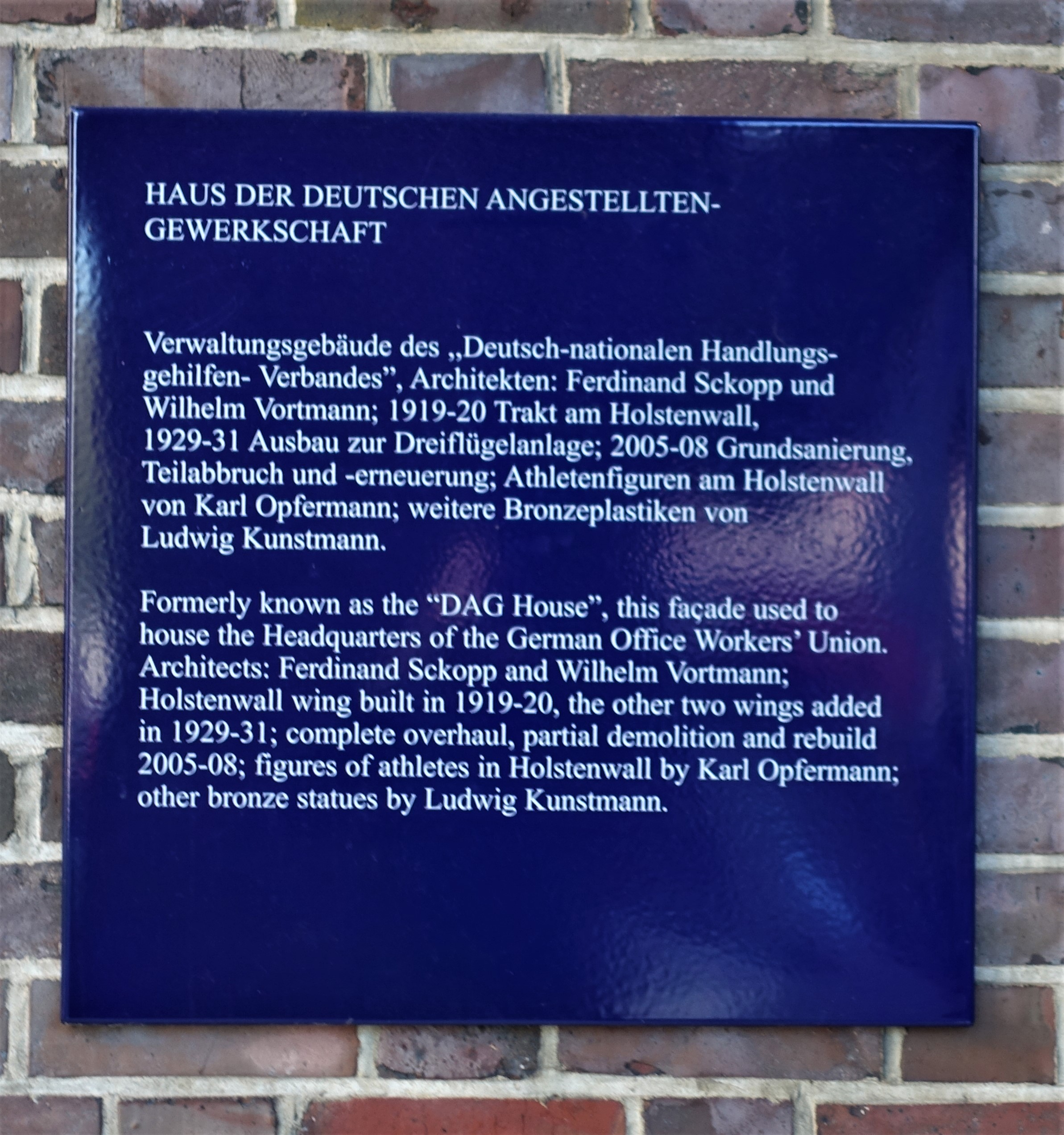
Gedenktafel zur Deutschen Angestellten Gewerkschaft (DAG) am Brahms Kontor

Die Deutsche Angestellten-Gewerkschaft (DAG) war eine eigenständige Gewerkschaft mit Sitz in Hamburg. Sie gehörte nicht dem  Deutschen Gewerkschaftsbund (DGB) an und fusionierte 2001 mit der Vereinten Dienstleistungsgewerkschaft (ver.di).

## Geschichte

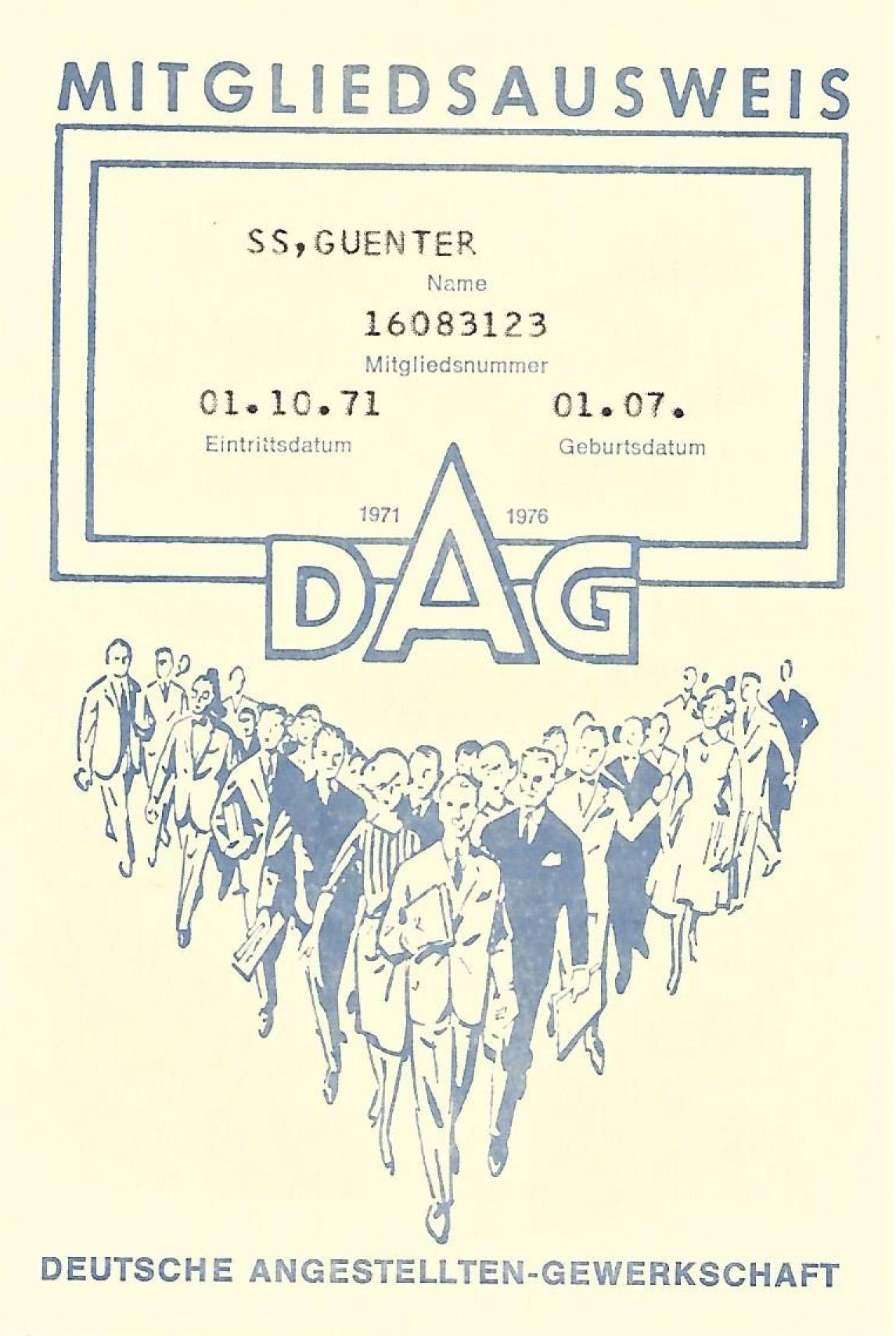
DAG-Mitgliedsausweis aus den 70er Jahren

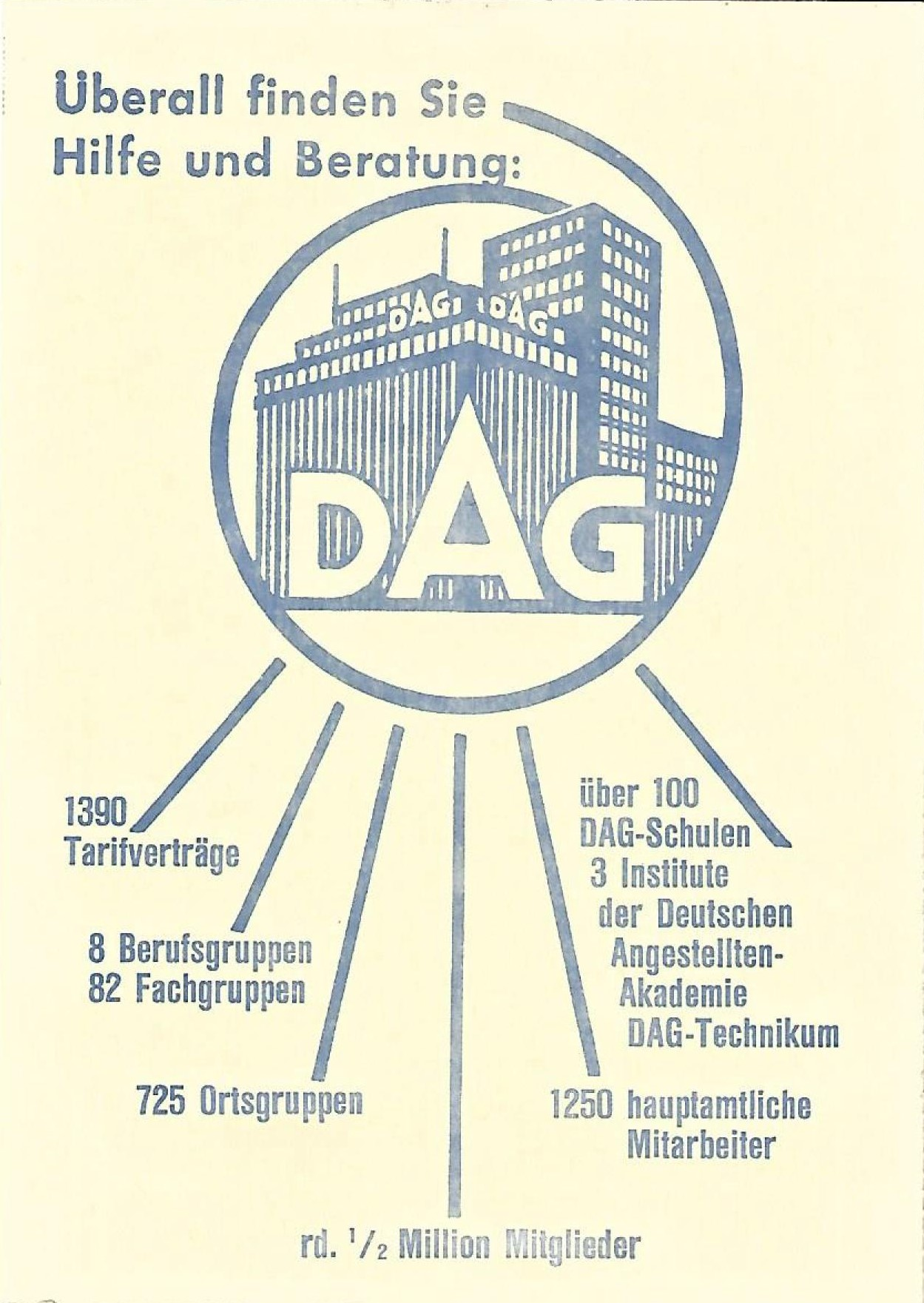
DAG-Mitgliedsausweis Rückseite

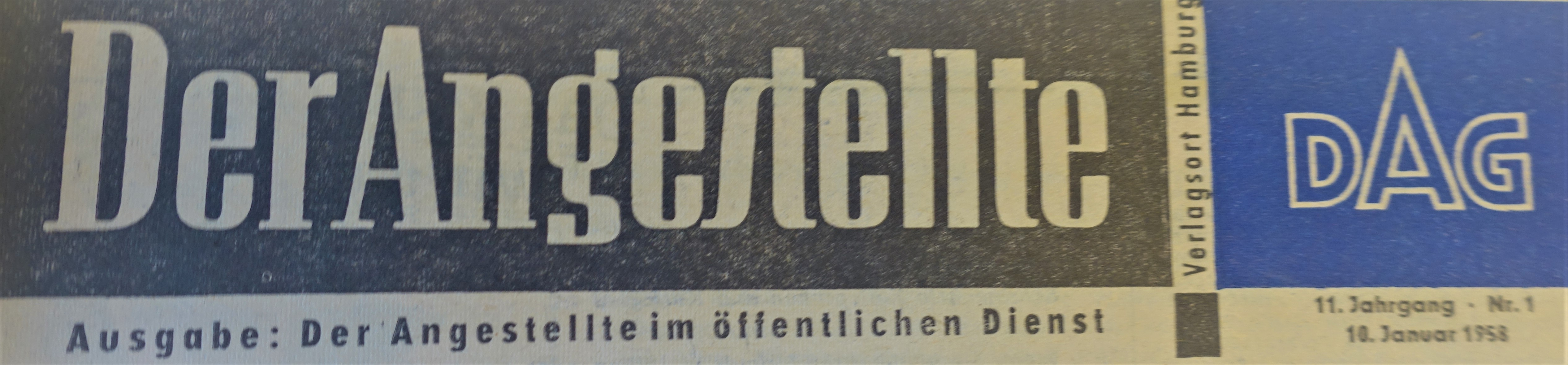
Zeitungskopf der DAG-Zeitung „Der Angestellte“ 1958

Die Deutsche Angestellten-Gewerkschaft wurde 1949 durch Vereinigung von fünf Angestelltenverbänden in den drei Westzonen in Stuttgart-Bad Cannstatt gegründet, mit anfangs 215.000, dann 1951 mit 343.500 Mitgliedern.
Erste gewerkschaftliche Angestelltenverbände wurden bereits in der Mitte des 19. Jahrhunderts registriert. In der Weimarer Republik haben sich aus den annähernd hundert unterschiedlichen Angestellten-Berufsverbänden im Wesentlichen drei weltanschaulich ausgerichtete Angestelltenbünde herausgebildet: der sozialdemokratisch orientierte AfA-Bund, der liberale Gewerkschaftsbund der Angestellten und der christlichnationale Gesamtverband der deutschen Angestelltengewerkschaften. Die DAG sah sich als gewerkschaftliche Nachfolgeorganisation der Angestelltenverbände, die bis zur Zerschlagung durch die Nationalsozialisten 1933 bestanden haben.
Die DAG etablierte sich als berufsorientierte, parteipolitisch unabhängige Gewerkschaft für Angestellte nach dem Scheitern der Sozialistische Freie Gewerkschaft in Hamburg. Sie gehörte nicht dem DGB an und war eine eigenständige politische Spitzenorganisation. Der DGB und seine Gewerkschaften wollten eine gemeinsame Interessenvertretung von Arbeitern und Angestellten und hatten die Gewerkschaft Handel, Banken und Versicherungen als Konkurrenz zur DAG gebildet. Die DAG war auch ein Produkt der Furcht der britischen Besatzungsmacht vor einer Machtzusammenballung in einer Einheitsorganisation. Zwischen den DGB-Gewerkschaften – insbesondere mit der IG Metall – kam es zu heftigen Auseinandersetzungen in den Betrieben und bei Tarifverhandlungen. Die DAG wirkte zur Wahrung der Interessen ihrer Mitglieder auf Parlament und Regierung ein. Unter anderem erreichte sie in den 1950er Jahren die Wiederherstellung der Selbstverwaltung für die Versicherten in der Sozialversicherung und eine weitgehend eigenständige Sozialversicherung für Angestellte. In den nachfolgenden Jahrzehnten beeinflusste sie nachhaltig die Tarifpolitik für Angestellte. Auch frauenpolitisch setzte sie besondere Akzente, indem sie partnerschaftliche und frauenspezifische Aspekte betonte. Sie betrieb auf vielen Ebenen Berufspolitik für die Qualifizierung der Angestellten. Die DAG wurde mit ihren Bildungseinrichtungen – Deutsche Angestellten-Akademie (DAA), DAG-Technikum und Bildungswerk der DAG – zu einem der größten Bildungsträger zur Qualifizierung von Angestellten in der Bundesrepublik Deutschland, der z. B. Anfang der 1990er Jahre jährlich mehr als 100.000 Menschen beruflich aus- und weiterbildete. Die DAG-eigenen Bildungseinrichtungen für Funktionäre und Jugendheime wurden von ver.di teilweise übernommen.
Die strikte Trennung in haupt- und ehrenamtliche Funktionen wurde zu einem besonders wichtigen Merkmal der DAG. Ursprünglich waren im DAG-Hauptvorstand haupt- und ehrenamtlich Tätige vereinigt. Auf dem Bundeskongress im Jahre 1957 beschlossen die Delegierten die Trennung in den hauptamtlich besetzten Bundesvorstand und in den ehrenamtlich besetzten Gewerkschaftsrat. Die DAG-Publikationen für Mitglieder waren „Der Angestellte“, „Jugendpost“ und „Standpunkt“.
Die DAG hatte am 31. Dezember 1989 503 528 Mitglieder (etwa ein Drittel davon weiblich), die sich in verschiedenen Berufsgruppen und Landesverbänden zusammenschlossen. Die DAG unterhielt rund 180 Geschäftsstellen, die in einigen Städten wie Düsseldorf, Augsburg, Frankfurt am Main oder Stuttgart in einem „Haus der Angestellten“ mit anderen gewerkschaftsnahen Einrichtungen der Bildung oder der Hausbücherei zusammen untergebracht waren. Die frühere Hauptverwaltung der DAG war im heutigen Brahms Kontor.
2001 verschmolz die DAG mit vier DGB-Gewerkschaften (DPG, HBV, ÖTV, IG Medien) zu der Vereinten Dienstleistungsgewerkschaft (ver.di), die zum Fusions- und Integrationszeitpunkt knapp 2,9 Millionen Mitglieder umfasste. Die meisten Mitglieder sind in ver.di-Fachbereichen mit Mitgliedern der ÖTV und HBV organisiert. Die gewerblichen Mitglieder in der Metallindustrie bleiben in der IG-Metall DAG-Mitglieder.

## Vorsitzende der DAG
- 1949–1959: Fritz Rettig
- 1959–1960: Georg Schneider (amtierender Vorsitzender)
- 1960–1967: Rolf Spaethen
- 1967–1987: Hermann Brandt
- 1987–2001: Roland Issen

Weitere Vorstandsmitglieder waren u. a.: Arthur Queißer, Karl Ruge, Heinz Christmann, Hans Katzbach, Günter Apel, Herta Meyer-Riekenberg, Walter Quartier, Gerda Hesse, Herbert Nierhaus, Hans-Georg Kuhn, Karl Kaula, Lutz Freitag, Ursula Konitzer, Gerd Herzberg

## Gewerkschaftstage der DAG 1947–2001
- 1947 12. bis 14. Februar Nienburg Zonenkongress der DAG (Britische Zone)
- 1948 21. bis 23. Mai         Bielefeld Zweiter (außerordentlicher) Gewerkschaftstag
- 1949 12. bis 13. April  Stuttgart/Bad Cannstatt Gewerkschaftstag der Angestellten-Gewerkschaften der amerikanischen und britischen Zone
- 1951 19. bis 22. September  Berlin 4. Gewerkschaftstag der DAG
- 1954 14. bis 18. September Hamburg 5. Gewerkschaftstag der DAG
- 1957 07. bis 11. Oktober München 6. Gewerkschaftstag der DAG
- 1960 19. bis 23. September Karlsruhe 7. Gewerkschaftstag der DAG
- 1963 16. bis 20. September Karlsruhe 8. Bundeskongress der DAG
- 1967 09. bis 13. Oktober Berlin 9. Bundeskongress der DAG
- 1971 11. bis 15. Oktober Nürnberg 10. Bundeskongress der DAG
- 1975 13. bis 17. Oktober Wiesbaden 11. Bundeskongress der DAG
- 1979 08. bis 12. Oktober Mannheim 12. Bundeskongress der DAG
- 1983 26. bis 30. September Hamburg  13. Bundeskongress der DAG
- 1987 21. bis 25. September Hannover 14. Bundeskongress der DAG
- 1991 07. bis 11. Oktober Aachen 15. Bundeskongress der DAG
- 1996 14. bis 18. Oktober Magdeburg 16. Bundeskongress der DAG
- 1999 18. bis 19. November Magdeburg Außerordentlicher Bundeskongress der DAG
- 2000 18. bis 19. November Bremen Zweiter außerordentlicher Bundeskongress der DAG
- 2001 17. bis 18. März Berlin Dritter außerordentlicher Bundeskongress der DAG

## Trivia
Der Rowohlt Verlag schreibt in Anhang zum Taschenbuch Hans Fallada: Kleiner Mann – was nun? Jubiläumsausgabe 1987: Bei der auf Seite 18 erwähnten Deutschen Angestellten Gewerkschaft handelt es sich um eine Phantasiebezeichnung des Dichters; sie hat mit der 1945 gegründeten Deutschen Angestellten Gewerkschaft (DAG) nichts zu tun. Der Roman wurde bereits 1932 geschrieben.